# Crozes-Hermitage
Crozes-Hermitage är ett vindistrikt i Norra Rhônedalen i Frankrike. Distriktet är Rhônedalens största AOC (cirka 1 500 hektar) omger prestigedistriktet Hermitage. Det sistnämnda distriktets berömmelse har även gjort att vinvärlden fått upp ögonen för Crozes-Hermitage, framför allt dess röda viner.

## Druvor
I Norra Rhônedalen är druvan Syrah den mest dominerande, vilket även gäller i Crozes-Hermitage.
Vita viner görs på Marsanne och Roussanne.

## Stilar
De röda vinerna från Crozes-Hermitage har en tät röd färg och en kraftig smak med inslag av svarta vinbär, hallon och jord. Vinerna kan drickas unga men klarar i allmänhet att lagras i upp till fem år. Liksom i Côte-Rôtie är det också tillåtet att använda gröna druvor i de röda vinerna. 

## Kända producenter
Några av distriktets mest kända producenter är:
- Chave
- Chapoutier
- Delas
- Jaboulet
- Graillot

```
  Domaine des CARABINIERS
```